# Cernion
Cernion is een gemeente in het Franse departement Ardennes (regio Grand Est) en telt 55 inwoners (2021). De plaats maakt deel uit van het arrondissement Charleville-Mézières. De inwoners heten Cernionnais(es).

## Geschiedenis
Cernion is na 1200 ontstaan. In mei 1643, tijdens de Slag bij Rocroi, werden 14 huizen in brand gestoken en werd de kerk geplunderd. Er kwamen 4 mensen om het leven.

## Geografie
De oppervlakte van Cernion bedraagt 6,4 km², de bevolkingsdichtheid is dus 8,6 inwoners per km².
Het landgebruik is als volgt: 56% grasland, 39% bouwland en 5% bos. 
De onderstaande kaart toont de ligging van Cernion met de belangrijkste infrastructuur en aangrenzende gemeenten.

## Demografie
Onderstaande figuur toont het verloop van het inwonertal (bron: INSEE-tellingen).

Vanwege een beveiligingsprobleem met de MediaWiki Graph-software is het momenteel niet mogelijk deze grafiek weer te geven. Zodra de software is bijgewerkt zal de grafiek vanzelf weer zichtbaar worden.

## Politiek
Maart 2020 heeft Patricia Félix het burgemeesterschap overgenomen van André Hotte na zijn termijn van 6 jaar. Daarvoor was Jeannine Gennesseaux (vanaf maart 2001) de burgemeester. 

## Monumenten
- Kerk Saint-Quentin.

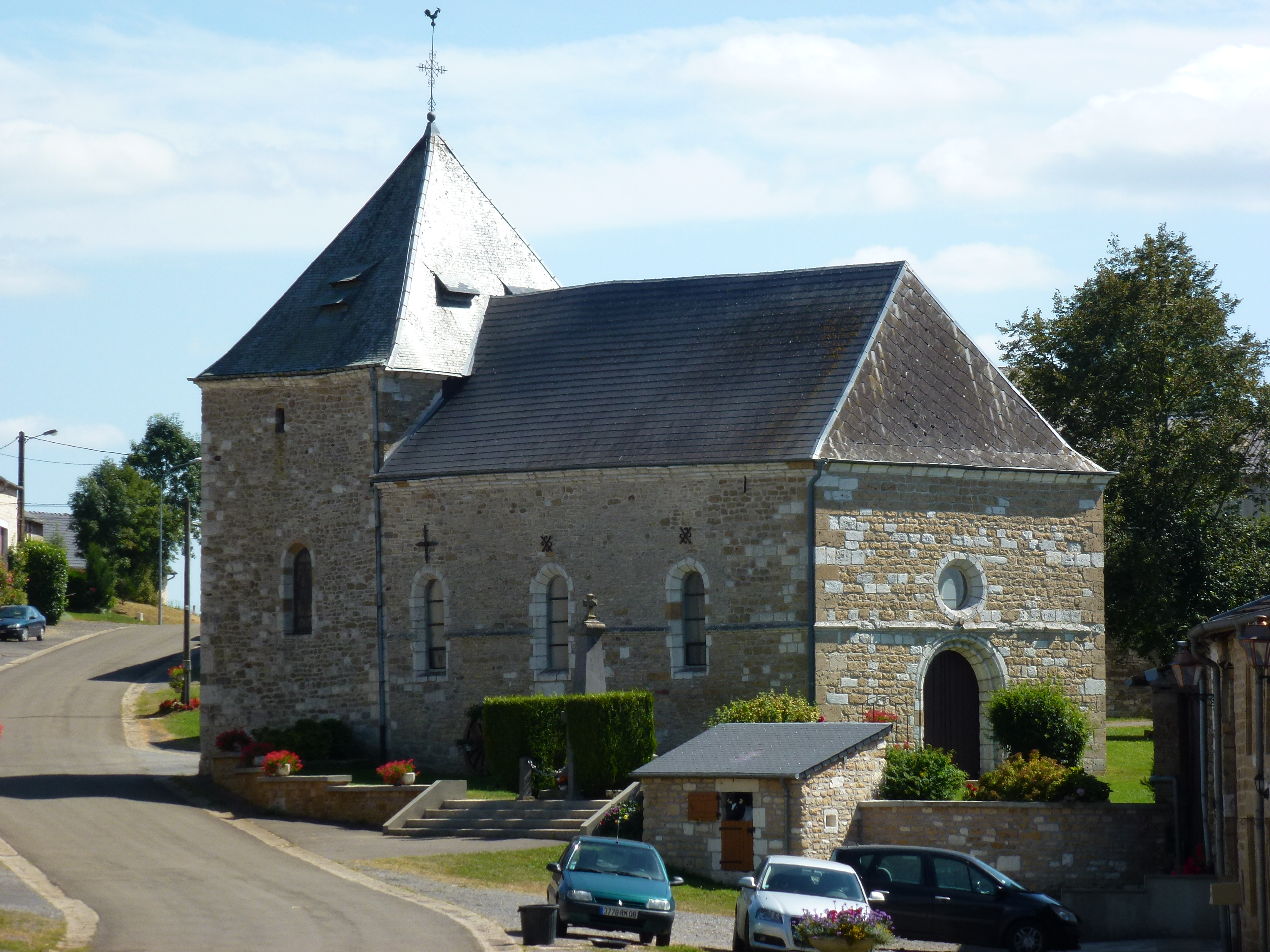
Kerk Saint-Quentin
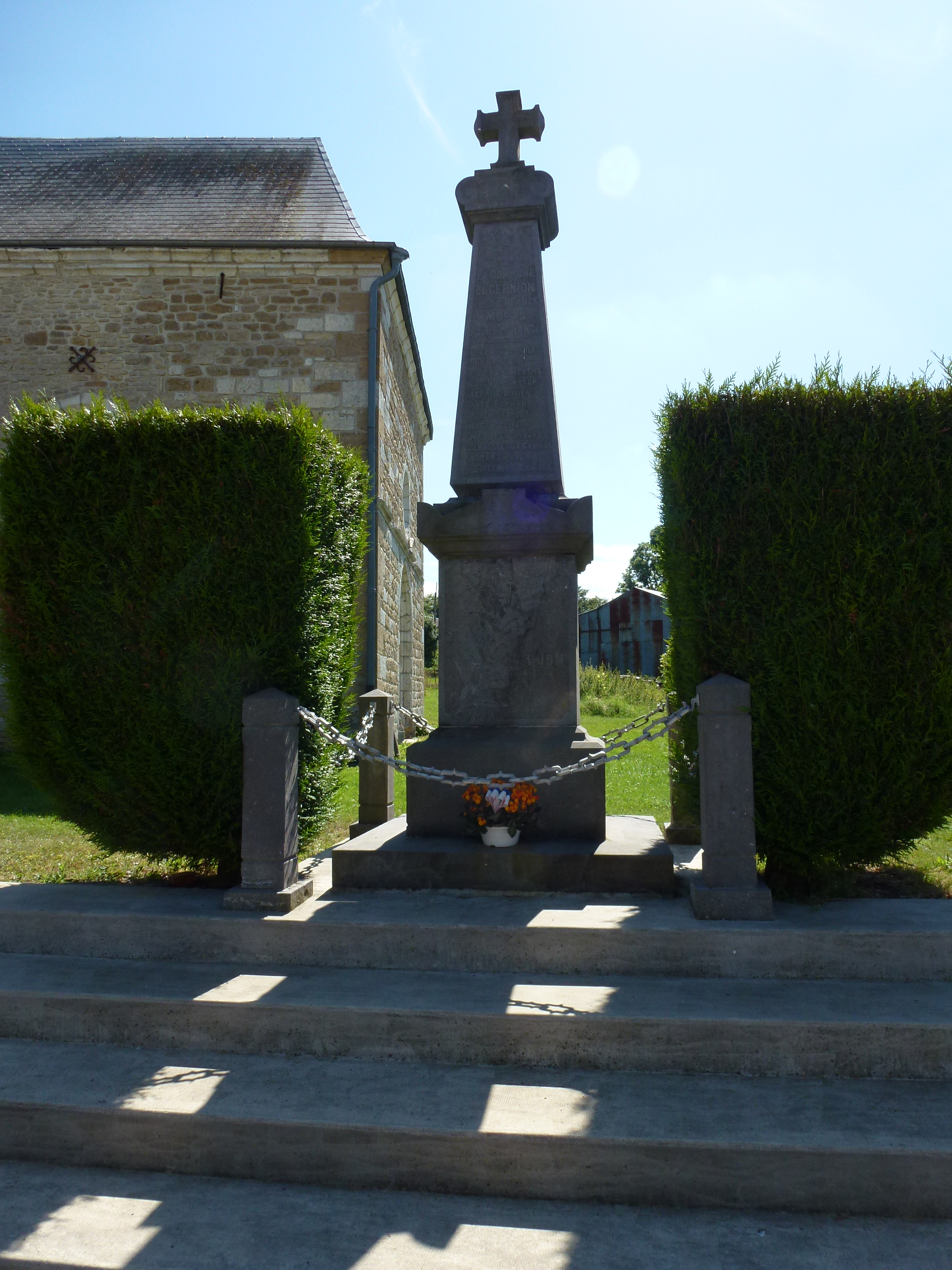
Oorlogsmonument